# Дикинсон (Тексас)
Дикинсон (енгл. Dickinson) град је у америчкој савезној држави Тексас. По попису становништва из 2010. у њему је живело 18.680 становника.

## Демографија
Према попису становништва из 2010. у граду је живело 18.680 становника, што је 1.587 (9,3%) становника више него 2000. године.
| Група             | 2000.          | 2010.         |
| Белци             | 10.569 (61,8%) | 9.770 (52,3%) |
| Афроамериканци    | 1.798 (10,5%)  | 2.148 (11,5%) |
| Азијати           | 206 (1,2%)     | 364 (1,9%)    |
| Хиспаноамериканци | 4.256 (24,9%)  | 6.106 (32,7%) |
| Укупно            | 17.093         | 18.680        |